# Ursus 1044
Ursus 1044 – ciężki ciągnik rolniczy klasy 1.4, produkowany przez ZM Ursus. Zaprezentowany po raz pierwszy na targach rolniczych POLAGRA'96

## Historia modelu
Wyposażony w postlicencyjny 4-cylindrowy silnik wysokoprężny Ursus 4390T z turbodoładowaniem o pojemności 3865 cm³,  sprzęgło główne cierne, jednostopniowe z samoczynną regulacją luzu, sterowane hydraulicznie, mechaniczną, synchronizowaną skrzynię przekładniową z hydraulicznie sterowanym wzmacniaczem momentu, tylny most z blokadą mechaniczną, przedni most napędowy z blokadą hydrauliczną, sprężarkę z pełną instalacją pneumatyczną, niezależny Wał odbioru mocy o prędkościach nominalnych 540 i 1000 obr./min, sterowany sprzęgłem hydraulicznym, podnośnik hydrauliczny z regulacją siłową, pozycyjną i mieszaną o udźwigu 4125 kg, wyjściem 5-szybkozłączy, TUZ-2 kat. według ISO, akumulator 12 V – 172 Ah, alternator 53 A, hydrostatyczny układ kierowniczy, kabinę bezpieczną. Prześwit ciągnika wynosi 382 mm.
Na specjalne zamówienie ciągnik mógł być wyposażony między innymi w skrzynię przekładniową 35 lub 25 km/h . Złącza hydrauliczne w standardzie ISO AGRIC, dodatkowe ogumienie, obciążniki kół tylnych, zależny WOM, przedni TUZ o dźwigu 1720 kg, TUZ z końcówkami hakowymi Walterscheid, szybkozłącza hydrauliczne przednie (4 szt.), reduktor biegów pełzających, pompę hydrauliczną o wydatku 55 dm³/min, 2 dodatkowe szybkozłącza, siedzenie kierowcy firmy Grammer.

## Dane techniczne[3]
Silnik:
- Typ: Ursus T4390
- Kompletacja: 87084
- Moc znamionowa przy 2200 obr/min (DIN70020): 66 kW (90 KM)
- Maksymalny moment obrotowy: 338 Nm przy 1400 obr./min
- Liczba cylindrów: 4
- Średnica cyl./skok tłoka: 98,4/127 mm
- Pojemność skokowa: 3865 cm³
- Jednostkowe zużycie paliwa 248 g/kWh
- Stopień sprężania: 16
- Rodzaj chłodzenia: cieczą
- Filtr powietrza: olejowy, dwustopniowy z wstępnym filtrem odśrodkowym
- turbosprężarka Garett TAO 315

Układ napędowy:
- Sprzęgło: cierne, jednostopniowe z samoczynną regulacją luzu, sterowane hydraulicznie
- Przekładnia: mechaniczna zsynchronizowana z włączanym hydraulicznym wzmacniaczem momentu o przełożeniu 1,34
- Liczba biegów przód/tył: 16/8
- Tylny most: przekładnia główna ze zwolnicami planetarnymi
- Blokada mechanizmu różnicowego: mechaniczna

Układy jezdne:
- Mechanizm kierowniczy: hydrostatyczny z wychylnym kołem kierowniczym
- Przedni most napędowy: przekładnia główna ze zwolnicami planetarnymi z blokadą mechanizmu różnicowego włączaną hydraulicznie
- Ogumienie przód/tył: 14,4 - 24 / 18,4R34
- Maks. prędkość jazdy: 32,65 km/h

Wał odbioru mocy:
- Rodzaj: niezależny, włączany sprzęgłem sterowanym hydraulicznie
- Prędkość obrotowa: 540(przy 1890 obr./min) / 1000(przy 1920 obr./min)
- Średnica końcówki WOM: 35 mm
- Liczba wypustów: 6 (540) i 21 (1000)
- Moc z WOM przy znamionowych obr. silnika: 60 kW (82 KM).

Układ hydrauliczny:
- Funkcja podnośnika: regulacja siłowa, pozycyjna, ciśnieniowa
- Wydatek pompy: 41 (55)* l/min
- Maksymalny udźwig podnośnika: 4125 kg,
- Trzypunktowy układ zawieszenia narzędzi 2(3) kategoria według ISO
- Ciśnienie nominalne na szybkozłączu: 16 MPa
- Hydraulika zewnętrzna: 5 szybkozłączy

Układ hamulcowy:
- Hamulec roboczy: tarczowy, niezależny, sterowany hydraulicznie
- Hamulec postojowy: mechaniczny

Masy - wymiary - pojemności:
- Długość bez/z obciążnikami przednimi: 4185/4343 mm
- Wysokość dach kabiny/tłumik: 2932/2962 mm
- Rozstaw osi: 2435 mm
- Prześwit: 382 mm
- Masa bez/z obciążnikami: 4850/5530 kg
- Zbiornik paliwa: 130 dm³

Kabina:
- Rodzaj: komfortowa, ochronna o poziomie głośności poniżej 85 dBA

( )* - wyposażenie opcjonalne